# Défoliant
Un défoliant est un herbicide qui a pour premier effet voulu de faire tomber les feuilles des arbres par sa toxicité foliaire. Il est classé dans la famille des biocides.

## Usages

### En agriculture
Des défoliants sont utilisés dans certaines cultures en pré-récolte pour le défanage chimique, afin de faciliter les récoltes (manuelles ou mécanisées) de fruits, racine (pomme de terre) ou fibres (coton) 

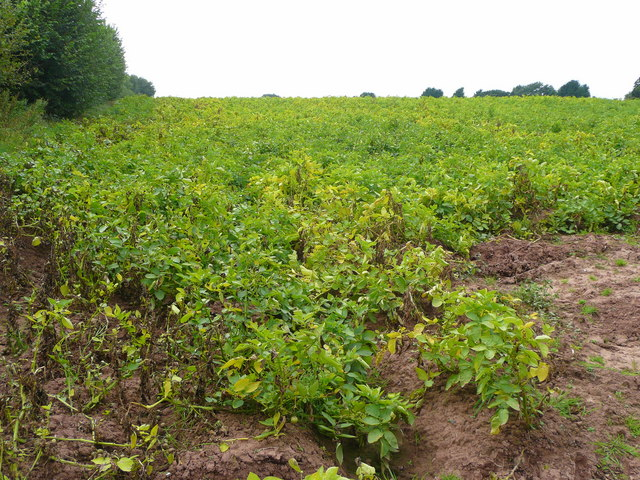
Champ de pomme de terre (Royaume-Uni). Ces champs sont de plus en plus traités par « défanage chimique » avant la récolte, avec un risque accru de lessivage et ruissellement en automne ou les pluies sont plus fréquentes
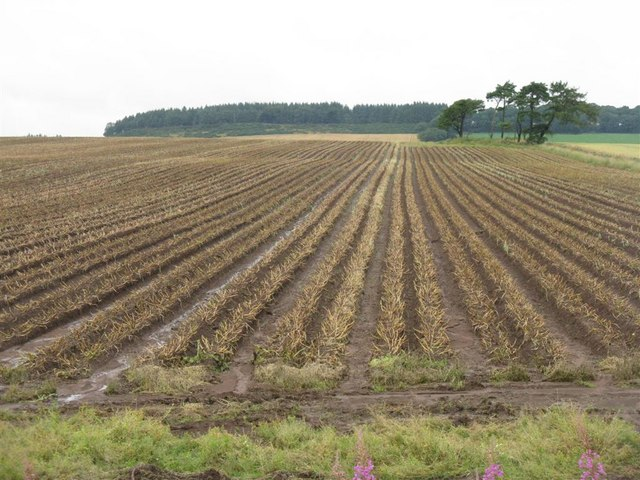
Défanage mécanique (un peu plus long, mais moins polluant en termes d'utilisation de pesticides, notamment utilisé en agriculture biologique

### Usages militaires

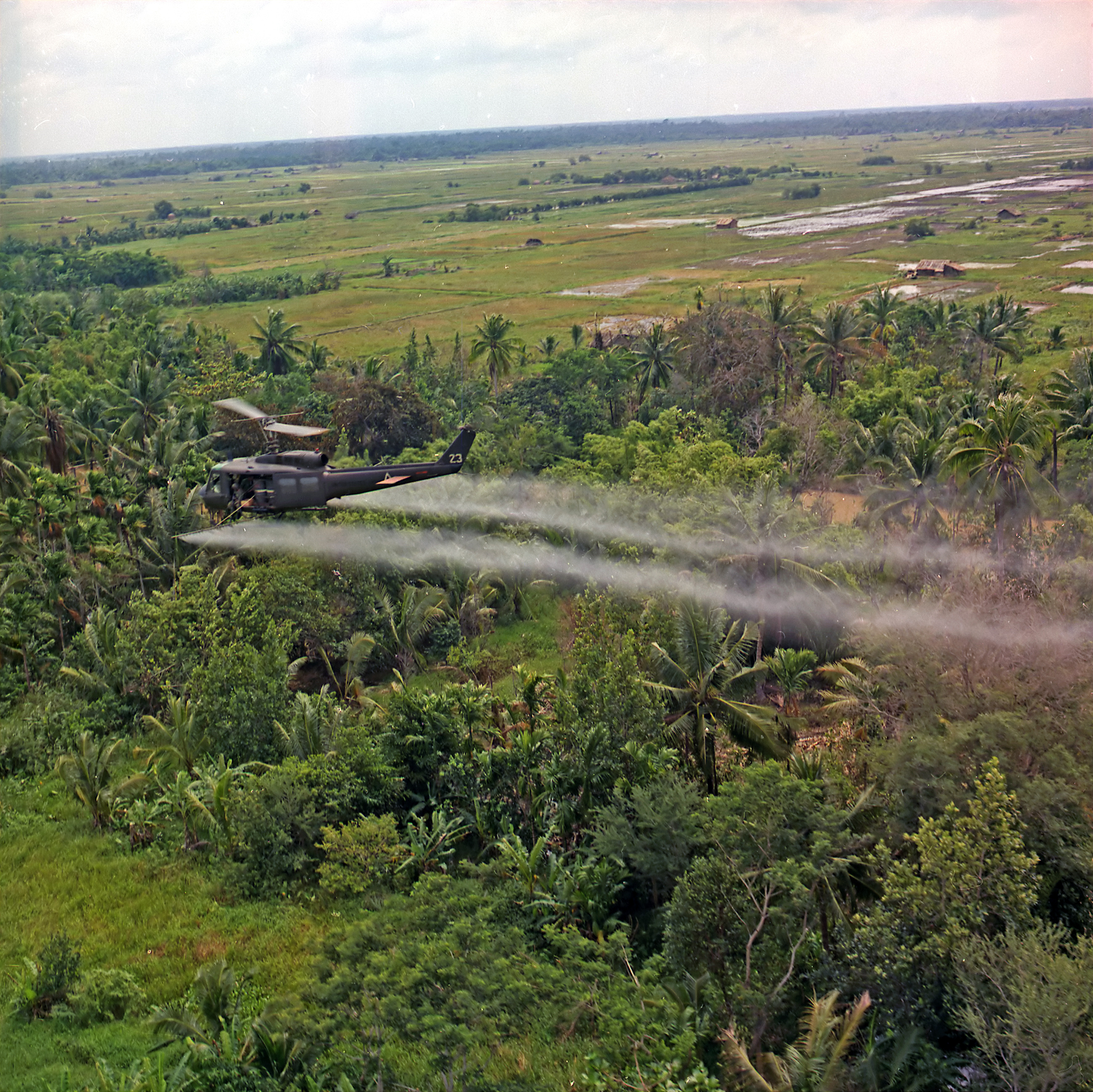
Épandage aérien par hélicoptère de défoliant dans la région du Mékong durant la guerre du Viêt Nam. Ce type de produit a été à l'origine de pollutions par des organochlorés (dont par l'agent orange de Monsanto)

Des défoliants (organochlorés en général) peuvent être utilisés comme une arme chimique, comme l'a fait l'armée américaine durant la guerre du Viêt Nam avec l'agent orange (par ailleurs tératogène), pour combattre plus facilement en zone forestière et empêcher les soldats de l'armée adverse de se cacher.
Le but étant d'améliorer la visibilité en éclaircissant la végétation, et non directement de nuire à l'ennemi, bien que les effets secondaires du produit puissent finalement avoir eu cet effet (effet mutagènes notamment) dans le cas présent.